# Экшен (жанр компьютерных игр)

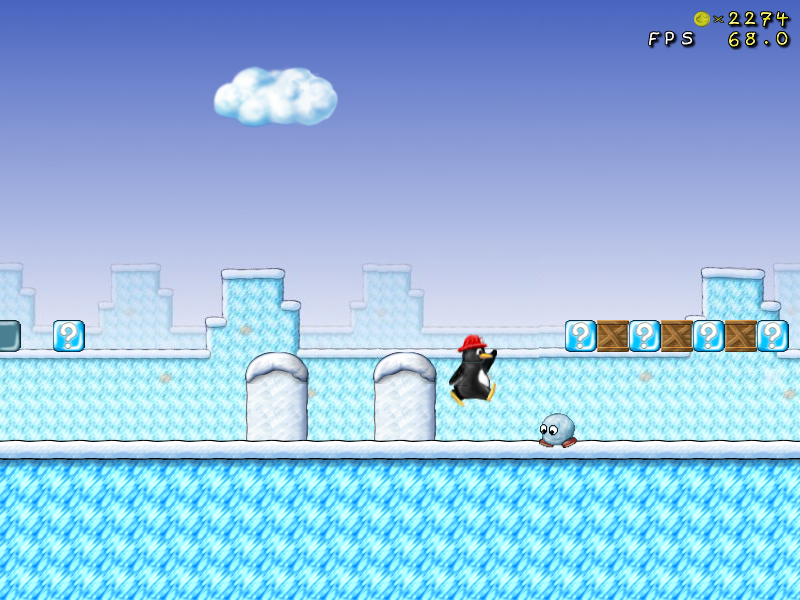
Платформер, один из видов экшен-игр

Э́кшен (action в переводе с англ. — «действие») или боеви́к (по аналогии с киножанром) — жанр компьютерных игр, в котором делается упор на эксплуатацию физических возможностей игрока, таких как зрительно-моторная координация и скорость реакции. Жанр включает в себя большое количество поджанров — от файтингов, шутеров и платформеров, которые считаются наиболее важными для жанра, до MOBA и некоторых стратегий в реальном времени, которые также возможно отнести к жанру экшен.

## Характеристика содержания
В экшен-играх обычно игрок управляет протагонистом или аватаром. Этот персонаж должен найти выход из уровня, собрать предметы, избежать препятствий и сразиться с врагами разными способами. Действие таких игр развивается очень динамично и требует высокой концентрации внимания и быстрой реакции на происходящие в игре события. В конце уровня или ряда уровней игрок обычно сражается с боссом, битва с которым более требовательна к игроку, а сам босс, зачастую, крупнее обычных врагов. Препятствия и вражеские атаки истощают здоровье и запас жизней аватара. При отсутствии у него жизней, игрок получает сообщение «Game over». В другом случае, когда серия уровней успешно пройдена, игрок побеждает. Тем не менее, в ряде игр, особенно в аркадах, количество уровней может быть бесконечно, и победить в таких играх невозможно. В этом случае целью игрока становится получение как можно большего количества очков, собирая предметы и уничтожая врагов.
К экшен-играм может быть отнесена любая игра, где победа над противником обеспечивается благодаря физическому превосходству, например, лучшим прицеливанием или меньшем временем реакции.
В экшен-играх могут присутствовать и другие соревновательные элементы, в числе которых гонки, решение головоломок, собирание предметов, но все они не имеют главенствующего значения для жанра. Игрокам могут быть предложены исследовательские или тактические эпизоды, однако в этих играх прежде всего требуется хорошая скорость реакции и координация глаз и рук. Игрок обычно находится под давлением, и у него нет времени на вдумчивое планирование действий. Как правило, чем быстрее игра, тем она сложнее. Даже если в игре присутствуют головоломки, они должны быть достаточно просты, поскольку игрок находится в состоянии большой нехватки времени.

## Геймдизайн

### Уровни
Игроки продвигаются по игре, проходя череду уровней. Уровни часто объединены общей тематикой, похожим оформлением и типами врагов, такая группа уровней называется миром. Каждый уровень включает в себя различные испытания, будь то танцы в танцевальной игре или стрельба в шутере, которые игрок должен преодолеть, чтобы победить. В старых играх после гибели приходилось начинать уровень заново, но со временем появились контрольные точки, позволяющие игроку перезапустить только часть уровня. Однако всё чаще некоторые игры позволяют «воскрешать» персонажа или «клонировать» его, а также получать потерянные предметы после смерти в обмен на игровую валюту, причём цена обычно растёт экспоненциально с каждой смертью игрока. Препятствия и враги на уровне обычно не меняются между прохождениями, что позволяет игрокам учиться методом проб и ошибок. Однако уровни иногда добавляют элемент случайности, например врага, который появляется в непредсказуемом месте.
Уровни в экшен-играх могут быть линейными или нелинейными, иногда с ответвлениями, сокращающими части уровня. На уровнях, требующих исследования, игроку нужно найти скрытый или охраняемый врагами выход. Такие уровни могут содержать спрятанные или труднодоступные предметы или места с ценным содержимым. В награду можно получить бонус или нестандартный выход, открывающий скрытый уровень или позволяющий пропустить сразу несколько уровней. В экшен-играх иногда встречаются порталы, перемещающие персонажа в другое место того же уровня. Также часто используются запертые двери, для открытия которых нужен специальный ключ, найденный в другом месте уровня.
В экшен-играх иногда используются ограничения по времени, чтобы усложнить прохождение. Однако обычно сами уровни не реагируют на течение времени, а циклы дня и ночи встречаются редко. Когда время истекает, игрок чаще всего теряет жизнь, хотя в некоторых играх появляется сложный враг или препятствие. Если уровень пройден с оставшимся временем, игроку обычно добавляются очки.

### Способности персонажа
В большинстве экшен-игр игрок управляет персонажем-протагонистом. Персонаж обладает возможностью перемещаться и маневрировать, а также часто собирать или использовать предметы. Обычно у него есть набор защитных и атакующих действий, таких как стрельба или удары. Во многих экшен-играх присутствует мощная атака, уничтожающая всех врагов в пределах радиуса действия, но такую атаку можно применять крайне редко.
Иногда на уровнях можно найти бонусы, временно или постоянно улучшающие способности персонажа. Например, скорость может увеличиться, атаки становятся мощнее или появляется временная защита от атак врагов. В некоторых экшенах игроки могут потратить очки на улучшение способностей.

### Препятствия и враги
В экшенах, где нужно перемещаться по уровню, игроки сталкиваются с препятствиями, ловушками и врагами. Враги обычно атакуют игрока по заданной схеме, хотя в новых играх для преследования может использоваться более сложный искусственный интеллект. Враги иногда появляются группами или волнами, причём их численность увеличивается к концу уровня. Они могут появляться из воздуха. Это может быть невидимая точка спауна или видимый генератор противников, который можно уничтожить. Генераторы могут создавать врагов как бесконечно, так и ограниченное число раз. В конце уровня или группы уровней игроки часто сражаются с боссом — усиленной версией обычного врага. Для победы над боссом может потребоваться специальное оружие или метод атаки, например, наносить удар тогда, когда босс открывает рот или атаковать определённую часть тела.

### Здоровье и жизни
Во многих экшенах у персонажа есть определённое количество очков здоровья, которое уменьшается от вражеских атак и других неблагоприятных факторов. Иногда здоровье можно восстановить, подобрав какой-либо предмет на уровне. Когда очки здоровья заканчиваются, персонаж погибает. Обычно после смерти игроку дается небольшое количество шансов на повторную попытку, то есть дополнительных жизней. В начале следующей жизни игра возобновляется с того же места, с контрольной точки или с начала уровня. Сразу после возрождения персонаж кратковременно неуязвим, чтобы игрок мог сориентироваться. Дополнительные жизни можно получить, набрав определённое количество очков или найдя бонус. В аркадных играх по-прежнему ограничивают количество жизней, тогда как в домашних видеоиграх всё чаще дают неограниченное количество жизней.

### Графика и интерфейс
Действие экшенов происходит в двухмерной или трёхмерной графике с разным расположением виртуальной камеры. В двухмерных экшенах обычно используются вид сбоку или сверху. Изображение зачастую двигается по мере исследования уровня игроком, хотя во многих играх оно движется автоматически, подталкивая игрока вперёд. В трёхмерных экшенах камера привязана к персонажу — это может быть вид от первого или третьего лица. Однако некоторые трёхмерные игры используют динамическую камеру, управляемую искусственным интеллектом. На экране отображаются все важные элементы игры, хотя часто поверх экрана используется HUD для отображения здоровья, боеприпасов и т. д. В экшен-играх бывают карты, доступные во время пауз, или мини-карты, которые всегда видны в углу экрана.

### Очки и победа
В экшенах, как правило, ставятся простые цели, достижение которых очевидно. Распространённая цель — победить босса в конце игры. Часто это представлено в виде структурированной истории со счастливым концом после прохождения игры. В некоторых играх цель меняется по мере раскрытия сюжета игроком.
Во многих экшен-играх ведётся подсчёт очков. Очки начисляются за выполнение определённых задач или уничтожение врагов. За мастерскую игру часто даются множители очков, как в Pac-Man, где каждый съеденный призрак приносит в два раза больше очков, чем предыдущий. Иногда в экшенах есть бонусные предметы, увеличивающие счёт игрока. За несобранные бонусы штрафа нет, хотя они могут открывать скрытые уровни или специальные события. Во многих экшенах единственная цель — набрать как можно больше очков, в то время как уровни становятся всё сложнее, пока игрок не проиграет. В аркадных играх увеличение сложности вероятнее, ведь они зарабатывают на проигрыше игрока. С другой стороны, в играх для домашних платформ скорее всего проще выполнить условия для выигрыша, так как издатель хочет, чтобы после прохождения игрок купил следующую игру.

## Поджанры
Экшен-игры включают несколько основных поджанров. Тем не менее, есть много игр, которые не входят в эти поджанры, но имеют элементы экшен-игр.
Ниже приведены лишь прямые потомки жанра:
- Beat ’em up[3][4]
- Файтинг[1]
- Шутер[1]
- Платформер[1]

## История

### 1970-е годы

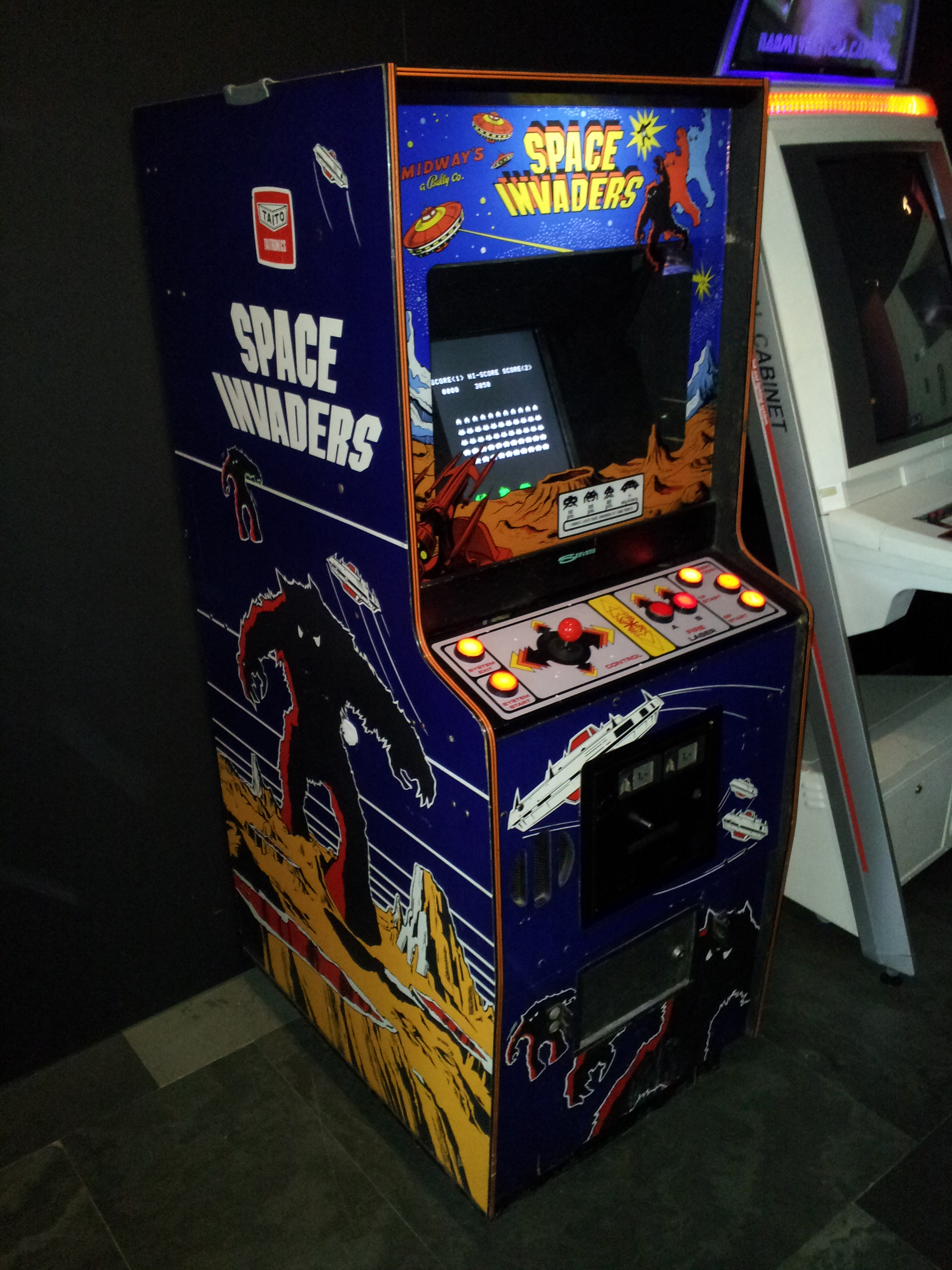
Space Invaders (1978) — игра, популяризировавшая жанр shoot ’em up и начавшая золотой век.

Шутеры существовали с самого начала индустрии видеоигр в начале-середине 1970-х годов. Среди известных аркадных шутеров можно выделить Computer Space (1971), Galaxy Game (1971), Tank (1974) от Kee Games, Western Gun (1975) от Taito, а также Sea Wolf (1976) от Midway. В свою очередь, ранние аркадные шутеры были вдохновлены первыми играми на мейнфреймах, такими как Spacewar! (1962), а также электромеханическими аркадными играми наподобие Periscope (1965) и играми со световым пистолетом.
Переломным моментом для видеоигр жанра экшен стал выход Space Invaders от Taito в 1978 году, которая ознаменовала начало золотого века компьютерных аркадных игр. Игра была разработана Томохиро Нисикадо, который вдохновлялся игрой Breakout (1976) от Atari и различной научной фантастикой. Нисикадо добавил в Space Invaders несколько интерактивных элементов, которых, по его мнению, не хватало в предыдущих видеоиграх, таких как способность врагов реагировать на действия игрока и стрелять в ответ, а также окончание игры при убийстве игрока врагами (либо прямым попаданием, либо достижением врагами нижней границы экрана), в отличие от истечения таймера. В отличие от более ранних аркадных игр, которые часто имели таймер, Space Invaders ввела концепцию «прохождения раунд за раундом». Также игра давала игроку несколько жизней и сохраняла рекорды. У неё также был простой геймплей с анимированными персонажами и принципом «крещендо и кульминация», которые заложили основу для последующих видеоигр, по словам Юджина Джарвиса, который также сказал, что многие игры «до сих пор опираются на парадигму множества жизней и постепенно усложняющихся уровней».
После успеха Space Invaders в индустрии стали доминировать экшен-игры, которые остаются ведущим жанром в игровых автоматах и на консолях по сей день. Эта игра стала образцом для последующих игр в поджанре шутеров и считается одной из самых влиятельных игр всех времён.
В период золотого века аркадных игр, с конца 1970-х до начала 1980-х годов, было создано большое разнообразие новых поджанров. Успех Space Invaders привёл к тому, что космические шутеры на несколько лет стали доминирующим жанром в аркадах, пока в начале 1980-х не появился новый жанр экшен-игр, ориентированных на персонажей.

### 1980-е годы

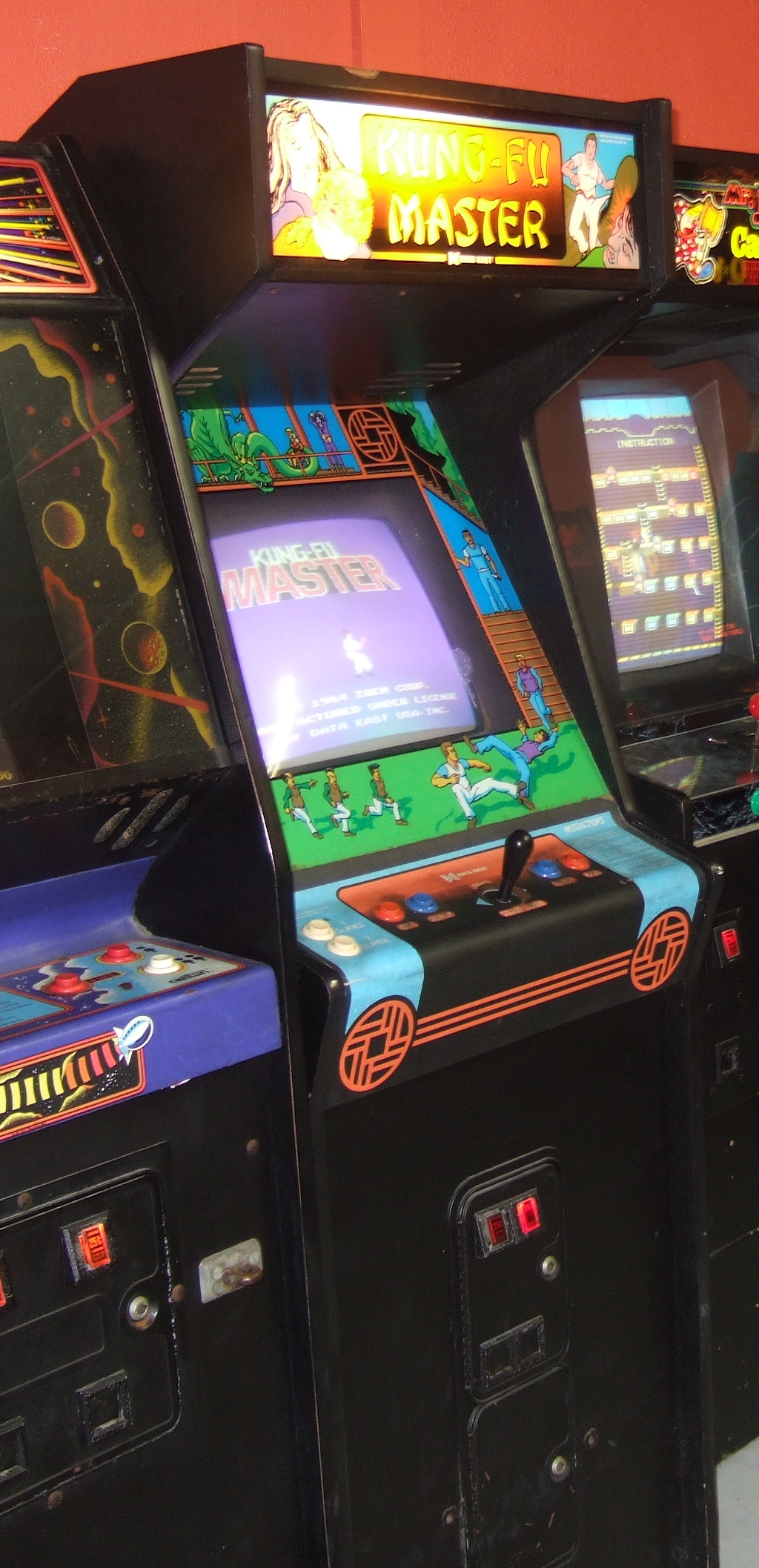
Kung-Fu Master (1984) — одна из первых значимых игр жанра beat ’em up.

Термин «экшен-игры» начал использоваться в начале 1980-х годов по отношению к новому жанру игр с персонажами, появившемуся благодаря японским разработчикам аркадных игр, которые черпали вдохновение из манги и аниме. По словам Юджина Джарвиса, эти новые японские игры с упором на персонажей делали акцент на «развитии персонажей, нарисованные вручную анимации и фоны, а также более определённый, заскриптованный, шаблонный тип игры». Термины вроде «экшен-игры» или «игры с управлением персонажем» начали использоваться, чтобы отличать эти новые игры с упором на персонажей от космических шутеров, которые ранее доминировали в индустрии видеоигр. Акцент на геймплей с персонажами в свою очередь позволил расширить разнообразие поджанров.
Хитовая игра-лабиринт Pac-Man (1980) от Namco популяризовала жанр «ориентированных на персонажей» экшен-игр. Это была одна из первых популярных экшен-игр без стрельбы, задавшая ключевые элементы жанра, такие как «параллельное отслеживание объектов», которое требует одновременно следить за множеством объектов, включая игрового персонажа, его местоположение, врагов и энерджайзеры. Другими классическими примерами экшенов с управлением персонажем, последовавшими за Pac-Man, стали Donkey Kong (1981) от Nintendo, которая заложила шаблон для поджанра платформеров, а также Frogger (1981) от Konami и Lady Bug (1981) от Universal. Игры с боевыми искусствами появились в середине 1980-х годов, при этом Karate Champ (1984) от Data East заложила основы поджанра файтингов с режимом «один на один».
В то время как японские разработчики в начале 1980-х годов создавали игры с управлением персонажем, американские разработчики в основном придерживались другого подхода к дизайну игр. По словам Юджина Джарвиса, американские создатели аркад были сфокусированы главным образом на космических шутерах в конце 1970-х — начале 1980-х, сильно испытав влияние японских космических шутеров, но развивая жанр в ином направлении, от «определённого, заскриптованного, шаблонного» геймплея японских игр, в сторону «ориентированной на программиста культуры дизайна, подчеркивающей генерацию фонов и врагов с помощью алгоритмов» и «случайной генерации событий, взрывов с эффектом частиц и продвинутой физической модели», что видно в его собственных аркадных играх Defender (1981) и Robotron: 2084 (1982), а также Asteroids (1979) от Atari.
В середине 1980-х годов появились сайд-скроллеры, объединившие элементы более ранних игр с боковым видом, экшенов с управлением персонажа в пределах экрана и шутеров с прокруткой фона по горизонтали. Новые экшены с боковым скроллингом и управлением персонажем отличались большими и красочными спрайтами персонажей на фоне прокручивающихся ландшафтов, а игровой процесс заключался в сражении с большими группами слабых противников при помощи атак вроде ударов, пинков, огнестрельного оружия, мечей, ниндзюцу или магии. Наиболее заметным ранним примером стала игра Kung-Fu Master (1984) от Irem — первый значимый beat ’em up и самый влиятельный экшен в жанре сайд-скроллера с боевыми искусствами. В свою очередь, она основывалась на двух гонконгских фильмах о боевых искусствах — «Игра смерти» Брюса Ли (1973) и «Закусочная на колёсах» Джеки Чана (1984). Такой формат сайд-скроллера в аркадных экшенах стал популярен в середине-конце 1980-х годов, с примерами в виде игр про ниндзя, таких как The Legend of Kage (1985) от Taito и Shinobi (1987) от Sega, игр run’n’gun как Rolling Thunder (1986) от Namco, и игр beat ’em up вроде Nekketsu Kōha Kunio-kun (1986) и Double Dragon (1987) от Technos Japan.
Сигэру Миямото объединил элементы платформеров Donkey Kong и Mario Bros. (1983) с сайд-скроллингом из гоночной игры Excitebike (1984) и beat ’em up-игры Kung-Fu Master, чтобы создать Super Mario Bros. (1985) для приставки Nintendo Entertainment System (NES). Эта игра оказала значительное влияние на всю индустрию видеоигр, установив стандарты поджанра платформера с сайд-скроллингом и помогая возродить американский рынок домашних видеоигр после кризиса 1983 года.
Наряду с сайд-скроллерами, в середине-конце 1980-х годов также стали популярны рельсовые шутеры и шутеры со световым пистолетом. Среди популярных примеров — тиры от первого лица со световым пистолетом, такие как Duck Hunt (1984) от Nintendo, псевдотрёхмерные рельсовые шутеры от третьего лица, как Space Harrier (1985) и After Burner (1987) от Sega, а также Operation Wolf (1987) от Taito, которая популяризировала рельсовые шутеры на военную тематику.

### 1990-е годы

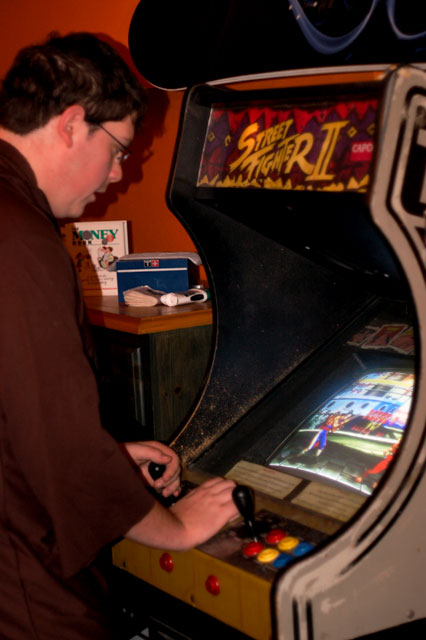
Street Fighter II (1991) — игра, заложившая основу всех современных файтингов.

В начале 1990-х годов для экшен-игр стала популярной тенденция создания многопользовательских игр, включая то, что позже станет известно как киберспортивные турниры. Аркадный файтинг Street Fighter II (1991) от Capcom популяризовал концепцию прямого турнирного противостояния двух игроков. Ранее для определения победителя в экшенах чаще всего сравнивалось количество набранных очков, но это изменилось с Street Fighter II, где игроки стали соревноваться напрямую, «лицом к лицу», чтобы выявить лучшего. Это стало новой альтернативой игровым очкам и проложило путь для соревновательных режимов многопользовательской игры, которые можно увидеть в современных экшенах. Вдохновленный Street Fighter II и файтингами от SNK — Fatal Fury (1991) и Art of Fighting (1992), Джон Ромеро создал режим «deathmatch» в Doom (1993) от id Software, что популяризовало многопользовательские онлайн-игры с соревновательным режимом.
В 1990-х годах произошла «3D-революция», когда экшены перешли от 2D и 2,5D графики к 3D графике в реальном времени. Для создания трёхмерных экшенов стали использовать специальные аркадные системы с поддержкой 3D, которые изначально были предназначены для гоночных игр конца 1980-х — начала 1990-х годов такие как Namco System 21, Sega Model 1 и Sega Model 2. Это позволило выпустить разные трёхмерные игры: рельсовые шутеры Galaxian 3 (1990) и Solvalou (1991) от Namco, файтинги Virtua Fighter (1993) от Sega и Tekken (1994) от Namco, шутеры со световым пистолетом Virtua Cop (1994) от Sega и Time Crisis (1995) от Namco. На персональных компьютерах жанр шутеров от первого лица стал популярен благодаря игре Doom, которая, несмотря на отсутствие 3D-полигонов, считается важным прорывом для трёхмерных окружений в экшенах. Текстурирование 3D-полигонов появилось в экшенах около середины 1990-х годов, будучи впервые представленным в файтинге Virtua Fighter 2 (1994) от Sega AM2, в шутере со световым пистолетом Virtua Cop (1994) от Sega AM2 и в шутере от первого лица Descent (1995) от Parallax Software.